# 小板桥街道
小板桥街道，是中华人民共和国云南省昆明市官渡区下辖的一个乡镇级行政单位。

## 行政区划
小板桥街道下辖以下地区：
小板桥社区、鸣泉社区、羊甫社区、晓东社区、云溪社区、金刚社区、四甲社区、中闸社区、林岸馨宸社区、海云社区、海祥社区、宏福社区和宝华社区。